# Tristan et Iseult (film, 1974)
Pour plus de détails, voir Fiche technique et Distribution.
Tristan et Iseult est un film français réalisé en 1972 par Yvan Lagrange, sorti en 1974.

## Synopsis
Le scénario est adapté de la légende celtique de Tristan et Iseut. Tristan est un jeune guerrier qui a été envoyé en Irlande depuis la Cornouailles pour ramener Iseult, la fiancée de son roi. Tous deux boivent un philtre d'amour, tombent amoureux et, malgré la colère de leur peuple, persistent dans leur amour tragique.

## Fiche technique
- Titre : Tristan et Iseult
- Réalisation : Yvan Lagrange
- Scénario : Yvan Lagrange
- Photographie : Bruno Nuytten
- Costumes : Gilles Duché
- Son : Yvan Lagrange
- Musique : Christian Vander
- Production : Les Films de la Vierge (Pierre Cardin)
- Pays :  France
- Durée : 77 minutes
- Date de sortie : France, 27 mars 1974

## Distribution
- Yvan Lagrange : Tristan
- Claire Wauthion : Iseult

## Sélections
- 1973 : Festival de Toulon[1]